# Darat Izza
Darat Izza (arab. دارة عزة) – miasto w Syrii, w muhafazie Aleppo. W 2004 roku liczyło 13 525 mieszkańców.